# Pierre de La Primaudaye
Pierre de La Primaudaye (1546–1619) fu uno scrittore francese della prima modernità. Dovette la sua fortuna prevalentemente alla sua opera L'Academie Française, influente nel mondo intellettuale inglese a partire dal 1584 in avanti.

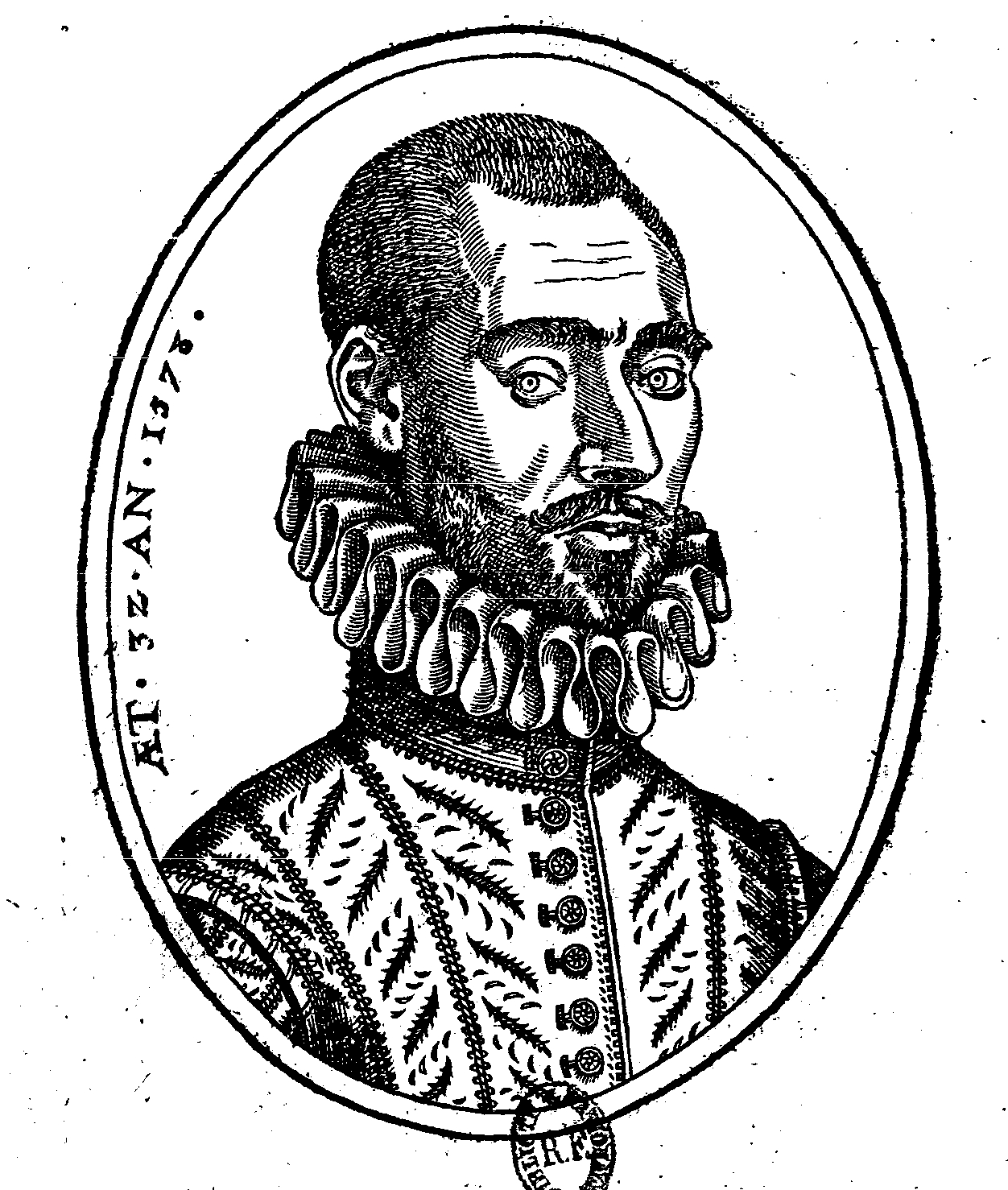
Miniatura di Pierre de La Primaudaye, circa 1573

## Biografia
La Primaudaye nacque in una famiglia protestante ad Anjou. Abbiamo pochissime fonti sulla sua infazia, ma lo stesso La Primaudaye riporta che uno dei suoi fratelli fu giustiziato per aver ucciso un membro della gentry locale. Nel 1580 fu un gentilhomme de la chambre per il figlio più giovane del re Enrico II di Francia, Francesco Ercole di Valois. Da questa posizione di rilievo, pubblicò una grande varietà di libri su temi intellettualmente rilevanti all'epoca. Il più importante fu L'Academie Française, opera filosofico/scientifica.
Inoltre, in Suite de l'Académie françoise, en laquelle il est traicté de l'homme... La Primaudaye si oppose alla teoria naturale di Montaigne, che estendeva la ragione anche agli animali oltre che all'uomo. Usando l'esegesi biblica, La Primaudaye sosteneva invece la necessaria scissione tra materia e Spirito, oltre alla centralità dell'umanità nel cosmo. Sempre nella stessa opera, ipotizzò l'assolutà spiritualità degli angeli e la presenza di una medesima materialità nelle creature corporali, che siano esse umane o animali. Infine, ripropose una gerarchia biologica simile a quella Aristotelica, sostenendo l'esistenza di anime "sensitive", "cognitive" e "razionali".
Stuart Gillespie ipotizzò che in seguito al successo dell'intellettuale francese in Inghilterra, Shakespeare potesse averlo usato come fonte.

## Opere
- Académie française, divisée en dix-huit journées [traitant] de l'institution des mœurs, et de ce qui concerne le bien et heureusement vivre en tous états et conditions, par les préceptes de la doctrine et les exemples de la vie des anciens sages et hommes illustres (1577) https://gallica.bnf.fr/ark:/12148/bpt6k79202t.pdf
- Suite de l'Académie françoise, en laquelle il est traicté de l'homme et comme par une histoire naturelle du corps et de l'âme (1580)
- Troisième tome de l'Académie françoise (1590) https://gallica.bnf.fr/ark:/12148/bpt6k52503w.pdf